# FOX-y Lady
Fox-y Lady (estilizado como FOX-y Lady, titulado La chica sexy de la FOX en España y Chica de Fox en Hispanoamérica) es el décimo episodio de la séptima temporada de la serie Padre de familia emitido el 22 de marzo de 2009 a través de FOX. La trama se centra en Lois, la cual consigue un puesto de trabajo como reportera para la cadena FOX News con pesar para Brian, el cual trata de demostrarle que no son tan veraces como dicen ser. Por otra parte, Peter aprovecha la oportunidad para crear su propia serie animada y presentarla ante el director ejecutivo de la cadena.
Fue escrito por Matt Fleckenstein y dirigido por Pete Michels. El episodio contó con la participación de los actores: Seth Rogen, Meredith Baxter,  Fred Savage, Daniel Stern, Ed Helms, Sharon Tay, John Moschitta, Jr., Mark DeCarlo y el directivo de FOX Peter Chernin.
Las críticas recibidas fueron dispares en cuanto a la trama y las referencias culturales. De acuerdo con la cuota de pantalla Nielsen, el episodio fue visto por 7,45 millones de televidentes en su fecha de estreno.

## Argumento
Rhonda Latimer es la presentadora de noticias de FOX News favorita entre el público masculino por su belleza, sin embargo no resulta ser así cuando la cadena decide cambiar su formato a alta definición. Tan mal resulta su aspecto, que en la primera emisión es depuesta de su cargo y "trasladada" a Prisión de Guantánamo. 
Lois aprovecha que tiene un máster de periodismo, decide presentarse a las pruebas de presentadora a pesar de la oposición por parte de Brian de que participe en una cadena con una "visión sesgada". Tras ser escogida le es encomendada informar sobre la supuesta homosexualidad de Michael Moore. Mientras espía en los alrededores de su casa, ve cómo de esta sale el periodista Rush Limbaugh confirmando así, no solo la homosexualidad de Moore, sino la de Limbaugh también. No obstante, al guardar relaciones ideológicas con la cadena y este último, desechan el reportaje.
No obstante, Brian la anima a seguir con el reportaje y se personan ante la residencia de Moore, el cual se encuentra también con Limbaugh desnudo en su habitación, sin embargo descubren que ambos personajes son en realidad el actor Fred Savage disfrazado de varias celebridades para seguir con su carrera artística. Aunque desconcertada en un principio, Lois decide reportar sobre su historia.
Por otro lado, Peter aprovecha la oportunidad de que Lois trabaja en FOX para crear junto a Chris y Meg una serie animada sobre un trío de patos discapacitados a los que llama "Handi-Quacks". Sin embargo las ideas argumentales resultan ser un sinsentido, incluso para Meg, la cual es dejada de lado por aportar razonamientos lógicos. Finalmente, ambos se deciden por una escena consistente en una estufa de leña y castillo de naipes. 
Llega el momento de la presentación del proyecto ante el director ejecutivo de la cadena, el cual ve con buenos ojos la producto a pesar de que los personajes están diseñados de manera burda, sin embargo Peter se indigna cuando este le sugiere hacer algunos cambios en tales personajes, pero cuando el director accede a hacerlo como Peter quiere, este último rechaza el ofrecimiento, del cual no tarda en arrepentirse.
Al final del episodio, Lois revela que dejó de ser reportera aunque sin especificar el cómo, puesto que [según ella] "a nadie le interesa".

## Producción

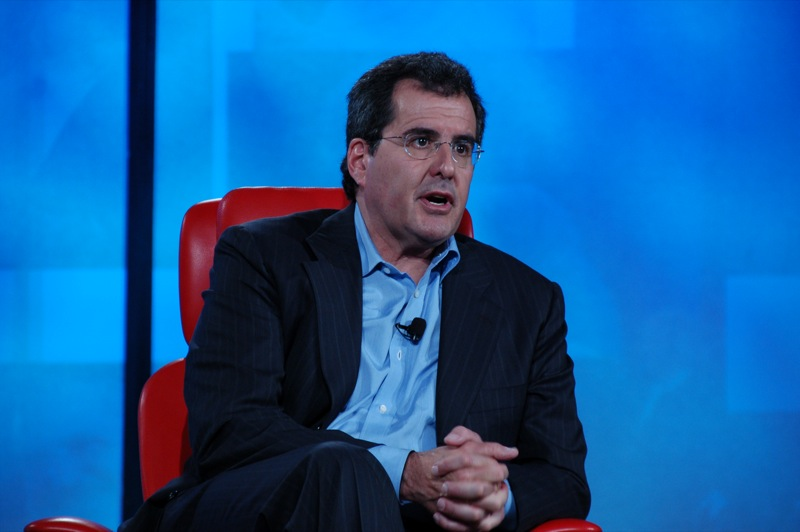
Peter Charning realizó un cameo como sí mismo

El episodio fue escrito por Matt Fleckenstein y dirigido por Pete Michels.
Aparte del reparto habitual, varios actores prestaron sus voces a sus respectivos personajes. Esta fue la segunda colaboración de Seth Rogen desde Family Gay, otros actores fueron Fred Savage, Daniel Stern, Ed Helms, Sharon Tay, John Moschitta, jr. y Marc DeCarlo. El [entonces] director ejecutivo de FOX Peter Chernin también hizo un cameo como sí mismo.

### Edición DVD
El capítulo fue incluido en la octava edición en DVD de Padre de familia junto a otros siete de la séptima y de la octava. tal DVD salió a la venta en Estados Unidos el 15 de junio de 2010.
Entre los extras se incluye audiocomentario y escenas eliminadas.